# Rue Hors-Château
La rue Hors-Château est une des deux principales artères du quartier de Féronstrée et Hors-Château à Liège avec une circulation en sens unique en direction de la rue des Mineurs. Elle est un haut lieu historique et constitue un pôle touristique de la ville.

## Toponymie
L'appellation Hors-Château provient du fait que la rue, lors de sa création au XIe siècle, fut établie en dehors de l'enceinte fortifiée construite par Notger aux environs de l'an mille.

## Historique
À sa réalisation, au XIe siècle, ce n'est qu'un chemin qui rejoint la porte Pierreuse — établie à même le Palais de Notger — à la collégiale Saint-Barthélemy et à l'église paroissiale Saint-Thomas.
En 1215, la deuxième muraille initiée dès 1204 par le prince-évêque Hugues de Pierrepont est terminée. En Hors-château se retrouve dans cette enceinte mais garde son appellation.
En 1243, les Frères mineurs capucins quittent l'Isle pour un lieu appelé Richonfontaine en Hors-château et, en 1245, consacrent leur église dédiée à saint Antoine de Padoue.
Au XIVe siècle, la Commanderie de l'ordre Teutonique de Saint-André installe le béguinage Saint-André — aussi nommé Trulhebout —. Aujourd'hui disparu, le béguinage était voisin du couvent des Frères mineurs.
En 1617, l'Ordre des Carmes déchaux installe le  couvent des Carmes déchaussés et achève son église vouée à Notre-Dame-de-l'Immaculée-Conception en 1654.
En 1642, les ursulines quittent le Souverain-Pont et installent leur couvent en Hors-château à l'angle du Thier des Begards et, en 1646, les capucines emménagent à leur tour dans la rue.
C'est en 1667 qu'est installé le Saint-Jean-Baptiste, sculpté par Jean Del Cour, au sommet du puits à eau.
En 1875, le conseil communal de la ville entreprend la construction de la Montagne de Bueren au départ de l'impasse dite Thier des Begards. Cette nouvelle voie de communication est achevée en 1880.
Le 16 décembre 1944 un V1 tombé rue Mère-Dieu y tue trois personnes, ainsi que deux autres rue Hors-Château.
Au XXIe siècle, la rue, qui accueille plusieurs écoles de la ville, a gardé un aspect mosan avec de nombreuses façades classées au patrimoine de la Région wallonne, mais aussi ses nombreuses impasses au tenant sous travée voutée ou sous arcade (en wallon un arvå). Les habitations de ces impasses au charme désuet et à l'atmosphère tranquille sont fort recherchées.

## Lieux d'intérêt

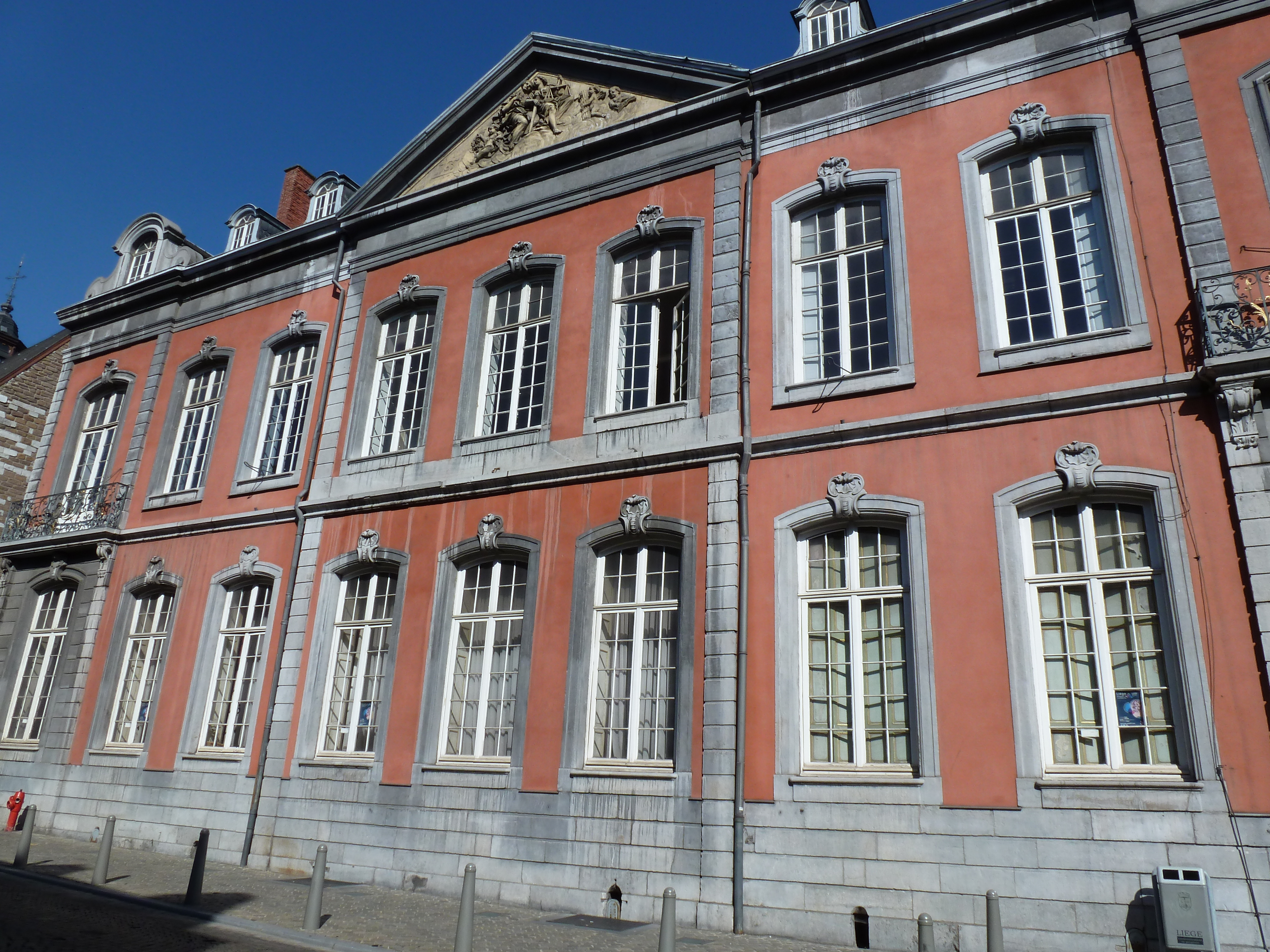
Hôtel de Grady

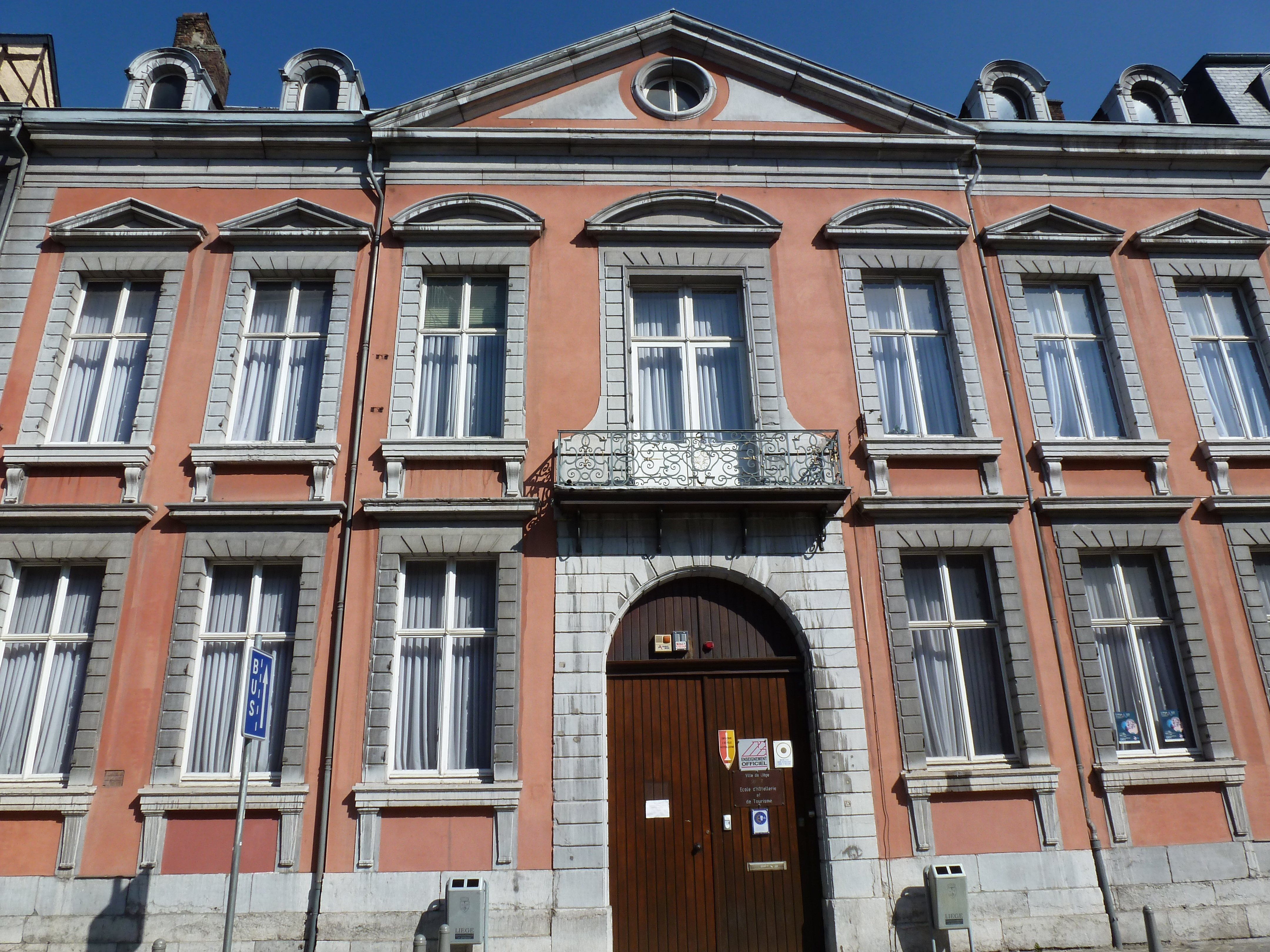
Hôtel de Stockhem

### Hôtel de Grady
Situé au no 5, la construction de l'hôtel de Grady (appelé également hôtel Sklins ou hôtel de Spirlet) date de 1765. Il est reconstruit sur l'emplacement de trois demeures.

### Hôtel de Stockhem
Situé au no 13 de la rue Hors-Château, l'hôtel de Stockhem est construit aux environs de 1700, à l'emplacement d'un immeuble du XVIIe siècle dont il a conservé très peu d'éléments.

### Fontaine Saint-Jean-Baptiste

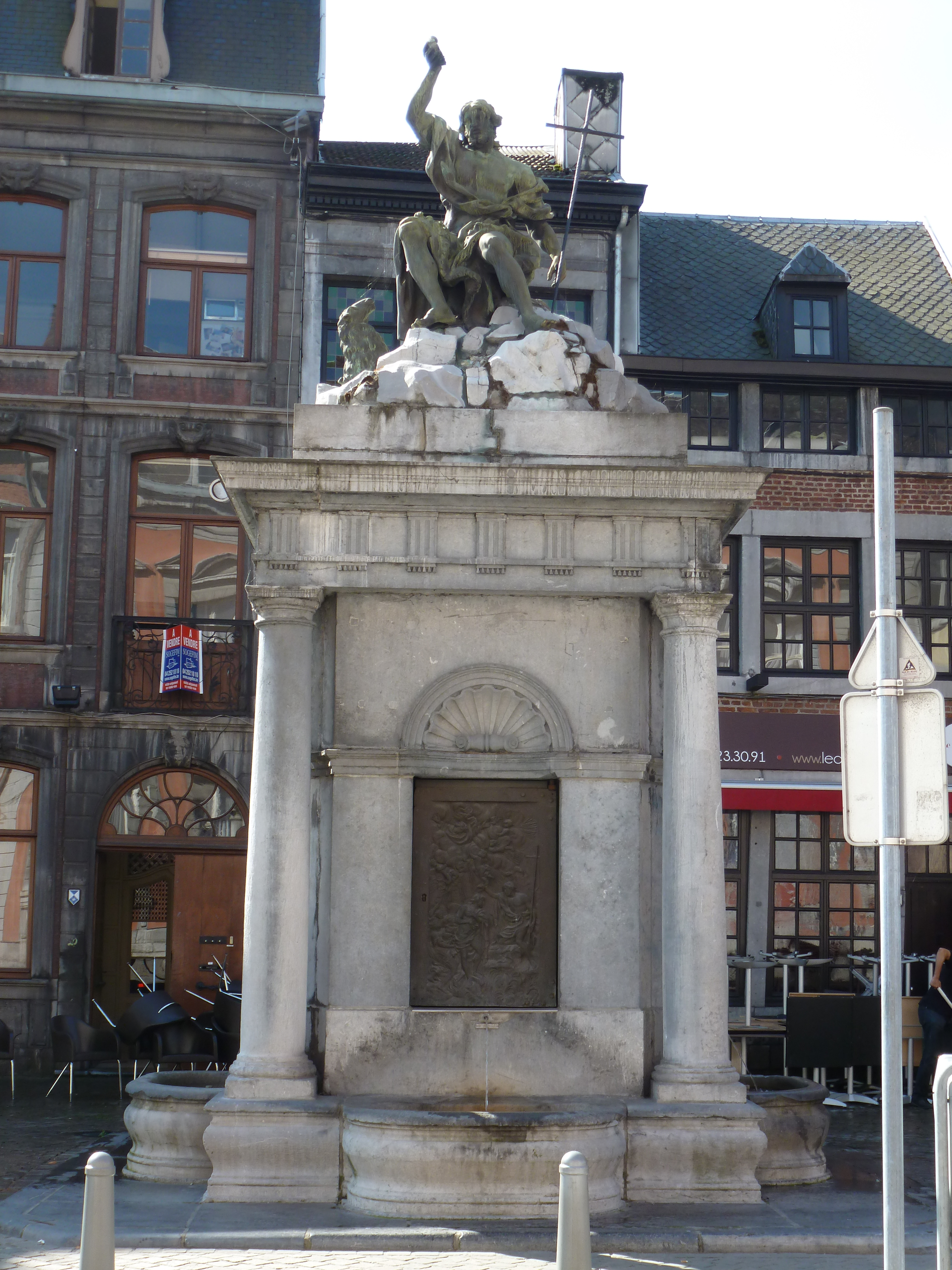
Fontaine Saint-Jean-Baptiste

La fontaine Saint-Jean-Baptiste datant du XVIIe siècle et située rue Hors-Château à la place d'une ancienne fontaine du XIVe siècle qui avait pour nom Pixherotte ou Pisseroule se trouvait à peu près au même emplacement. Le groupe en bronze de Saint-Jean-Baptiste et les bas-relief en bronze sont premières œuvres de Jean Del Cour après son retour de la ville éternelle, Rome.

### Patrimoine classé
La rue compte 70 biens classés au patrimoine immobilier de la Région wallonne :
- no 5 : Hôtel de Grady
- no 13 : Hôtel de Stockhem
- no 25-27 : Église Saint-Gérard
- no 62 : Arvô s'ouvrant dans la façade de l'immeuble et conduisant dans l'impasse des Drapiers
- Fontaine monumentale Saint-Jean-Baptiste réalisée par Jean Del Cour en 1667
- 68 façades du XVIe au XVIIIe siècle

| no               | Bien                                                                                  | Code de classement                             | Illustration |
| ---------------- | ------------------------------------------------------------------------------------- | ---------------------------------------------- | ------------ |
| no 5             | Hôtel de Grady (appelé également hôtel Sklins ou hôtel Spirlet)                       | Patrimoine classé (1941, no 62063-CLT-0025-01) |              |
| no 7             | Immeuble - Façade                                                                     | Patrimoine classé (1950, no 62063-CLT-0408-01) |              |
| no 9             | Immeuble - Façade                                                                     | Patrimoine classé (1950, no 62063-CLT-0533-01) |              |
| no 11            | Immeuble - Façade                                                                     | Patrimoine classé (1950, no 62063-CLT-0534-01) |              |
| no 13            | Hôtel de Stockhem - Façade                                                            | Patrimoine classé (1950, no 62063-CLT-0535-01) |              |
| nos 25-27        | Église Saint-Gérard                                                                   | Patrimoine classé (1936, no 62063-CLT-0409-01) |              |
| no 29            | Immeuble (Hôtel de Loets de Trixhe) - Façade                                          | Patrimoine classé (1950, no 62063-CLT-0536-01) |              |
| no 33            | Immeuble (Au lion blanc) - Façade                                                     | Patrimoine classé (1950, no 62063-CLT-0537-01) |              |
| no 37            | Immeuble - Façade                                                                     | Patrimoine classé (1950, no 62063-CLT-0538-01) |              |
| no 39            | Immeuble - Façade                                                                     | Patrimoine classé (1950, no 62063-CLT-0539-01) |              |
| no 41            | Immeuble - Façade                                                                     | Patrimoine classé (1950, no 62063-CLT-0540-01) |              |
| no 43            | Immeuble - Façade                                                                     | Patrimoine classé (1950, no 62063-CLT-0541-01) |              |
| no 45            | Immeuble (Maison À l'Ange d'or) - Façade                                              | Patrimoine classé (1950, no 62063-CLT-0542-01) |              |
| no 47            | Immeuble - Façade                                                                     | Patrimoine classé (1950, no 62063-CLT-0543-01) |              |
| no 51            | Immeuble - Façade                                                                     | Patrimoine classé (1950, no 62063-CLT-0544-01) |              |
| no 53            | Immeuble - Façade                                                                     | Patrimoine classé (1950, no 62063-CLT-0545-01) |              |
| no 55            | Immeuble - Façade                                                                     | Patrimoine classé (1950, no 62063-CLT-0546-01) |              |
| no 57            | Immeuble (« Au champion ») - Façade                                                   | Patrimoine classé (1950, no 62063-CLT-0547-01) |              |
| no 59            | Immeuble - Façade                                                                     | Patrimoine classé (1950, no 62063-CLT-0548-01) |              |
| no 61            | Immeuble (Hôtel Vander Maesen) - Façade                                               | Patrimoine classé (1950, no 62063-CLT-0549-01) |              |
| no 63            | Immeuble - Façade                                                                     | Patrimoine classé (1950, no 62063-CLT-0550-01) |              |
| no 65            | Immeuble - Façade                                                                     | Patrimoine classé (1950, no 62063-CLT-0551-01) |              |
| no 67            | Immeuble - Façade                                                                     | Patrimoine classé (1950, no 62063-CLT-0552-01) |              |
| no 73            | Immeuble - Façade                                                                     | Patrimoine classé (1950, no 62063-CLT-0553-01) |              |
| no 75            | Immeuble - Façade                                                                     | Patrimoine classé (1950, no 62063-CLT-0554-01) |              |
| no 77            | Immeuble - Façade                                                                     | Patrimoine classé (1950, no 62063-CLT-0555-01) |              |
| no 16            | Immeuble - Façade                                                                     | Patrimoine classé (1950, no 62063-CLT-0556-01) |              |
| no 18            | Immeuble - Façade                                                                     | Patrimoine classé (1950, no 62063-CLT-0557-01) |              |
| no 20            | Immeuble - Façade                                                                     | Patrimoine classé (1950, no 62063-CLT-0558-01) |              |
| no 22            | Immeuble - Façade                                                                     | Patrimoine classé (1950, no 62063-CLT-0559-01) |              |
| no 28            | Immeuble - Façade                                                                     | Patrimoine classé (1950, no 62063-CLT-0560-01) |              |
| no 30            | Immeuble - Façade                                                                     | Patrimoine classé (1950, no 62063-CLT-0561-01) |              |
| no 32            | Immeuble - Façade                                                                     | Patrimoine classé (1950, no 62063-CLT-0562-01) |              |
| no 34            | Immeuble - Façade                                                                     | Patrimoine classé (1950, no 62063-CLT-0563-01) |              |
| no 36            | Immeuble - Façade                                                                     | Patrimoine classé (1950, no 62063-CLT-0564-01) |              |
| no 38            | Immeuble - Façade                                                                     | Patrimoine classé (1950, no 62063-CLT-0565-01) |              |
| no 40            | Immeuble (Hôtel de la Cour de Londres) - Façade                                       | Patrimoine classé (1950, no 62063-CLT-0566-01) |              |
| no 44            | Immeuble - Façade                                                                     | Patrimoine classé (1950, no 62063-CLT-0567-01) |              |
| no 46            | Immeuble - Façade                                                                     | Patrimoine classé (1950, no 62063-CLT-0568-01) |              |
| En face du no 46 | Fontaine monumentale Saint-Jean-Baptiste                                              | Patrimoine classé (1936, no 62063-CLT-0031-01) |              |
| no 48            | Immeuble - Façade                                                                     | Patrimoine classé (1950, no 62063-CLT-0569-01) |              |
| no 54            | Immeuble - Façade                                                                     | Patrimoine classé (1950, no 62063-CLT-0570-01) |              |
| no 58            | Immeuble - Façade                                                                     | Patrimoine classé (1950, no 62063-CLT-0571-01) |              |
| no 60            | Immeuble - Façade                                                                     | Patrimoine classé (1950, no 62063-CLT-0572-01) |              |
| no 62            | Immeuble - Façade                                                                     | Patrimoine classé (1950, no 62063-CLT-0573-01) |              |
| no 62            | Arvô s'ouvrant dans la façade de l'immeuble et conduisant dans l'impasse des Drapiers | Patrimoine classé (1990, no 62063-CLT-0184-01) |              |
| no 64            | Immeuble - Façade                                                                     | Patrimoine classé (1950, no 62063-CLT-0574-01) |              |
| no 66            | Immeuble - Façade                                                                     | Patrimoine classé (1950, no 62063-CLT-0575-01) |              |
| no 68            | Immeuble - Façade                                                                     | Patrimoine classé (1950, no 62063-CLT-0576-01) |              |
| no 70            | Immeuble - Façade                                                                     | Patrimoine classé (1950, no 62063-CLT-0577-01) |              |
| no 72            | Immeuble - Façade                                                                     | Patrimoine classé (1950, no 62063-CLT-0578-01) |              |
| no 86            | Immeuble - Façade                                                                     | Patrimoine classé (1950, no 62063-CLT-0579-01) |              |
| no 88            | Immeuble - Façade                                                                     | Patrimoine classé (1950, no 62063-CLT-0580-01) |              |
| no 90            | Immeuble - Façade                                                                     | Patrimoine classé (1950, no 62063-CLT-0581-01) |              |
| no 92            | Immeuble - Façade                                                                     | Patrimoine classé (1950, no 62063-CLT-0582-01) |              |
| no 94            | Immeuble - Façade                                                                     | Patrimoine classé (1950, no 62063-CLT-0583-01) |              |
| no 96            | Immeuble - Façade                                                                     | Patrimoine classé (1950, no 62063-CLT-0584-01) |              |
| no 98            | Immeuble - Façade                                                                     | Patrimoine classé (1950, no 62063-CLT-0585-01) |              |
| no 104           | Immeuble (« A l'anneau d'or ») - Façade                                               | Patrimoine classé (1950, no 62063-CLT-0586-01) |              |
| no 106           | Immeuble - Façade                                                                     | Patrimoine classé (1950, no 62063-CLT-0587-01) |              |
| no 108           | Immeuble - Façade                                                                     | Patrimoine classé (1990, no 62063-CLT-0588-01) |              |
| no 108           | Maison - Salon du rez-de-chaussée                                                     | Patrimoine classé (1950, no 62063-CLT-0113-01) |              |
| no 112           | Immeuble - Façade                                                                     | Patrimoine classé (1950, no 62063-CLT-0589-01) |              |
| no 114           | Immeuble - Façade                                                                     | Patrimoine classé (1950, no 62063-CLT-0590-01) |              |
| no 116           | Immeuble - Façade                                                                     | Patrimoine classé (1950, no 62063-CLT-0591-01) |              |
| no 118           | Immeuble - Façade                                                                     | Patrimoine classé (1950, no 62063-CLT-0592-01) |              |
| no 120           | Immeuble - Façade                                                                     | Patrimoine classé (1950, no 62063-CLT-0593-01) |              |
| no 128           | Immeuble - Façade                                                                     | Patrimoine classé (1950, no 62063-CLT-0594-01) |              |
| no 130           | Immeuble - Façade                                                                     | Patrimoine classé (1950, no 62063-CLT-0595-01) |              |
| no 132           | Immeuble - Façade                                                                     | Patrimoine classé (1950, no 62063-CLT-0596-01) |              |

### Autres lieux d'intérêts
- L'areine de Richonfontaine[note 2]
- Collégiale Saint-Barthélemy[note 2]
- Les impasses du quartier Hors-Château
- Montagne de Bueren
- Musée de la vie wallonne
- Temple antoiniste

## Galerie

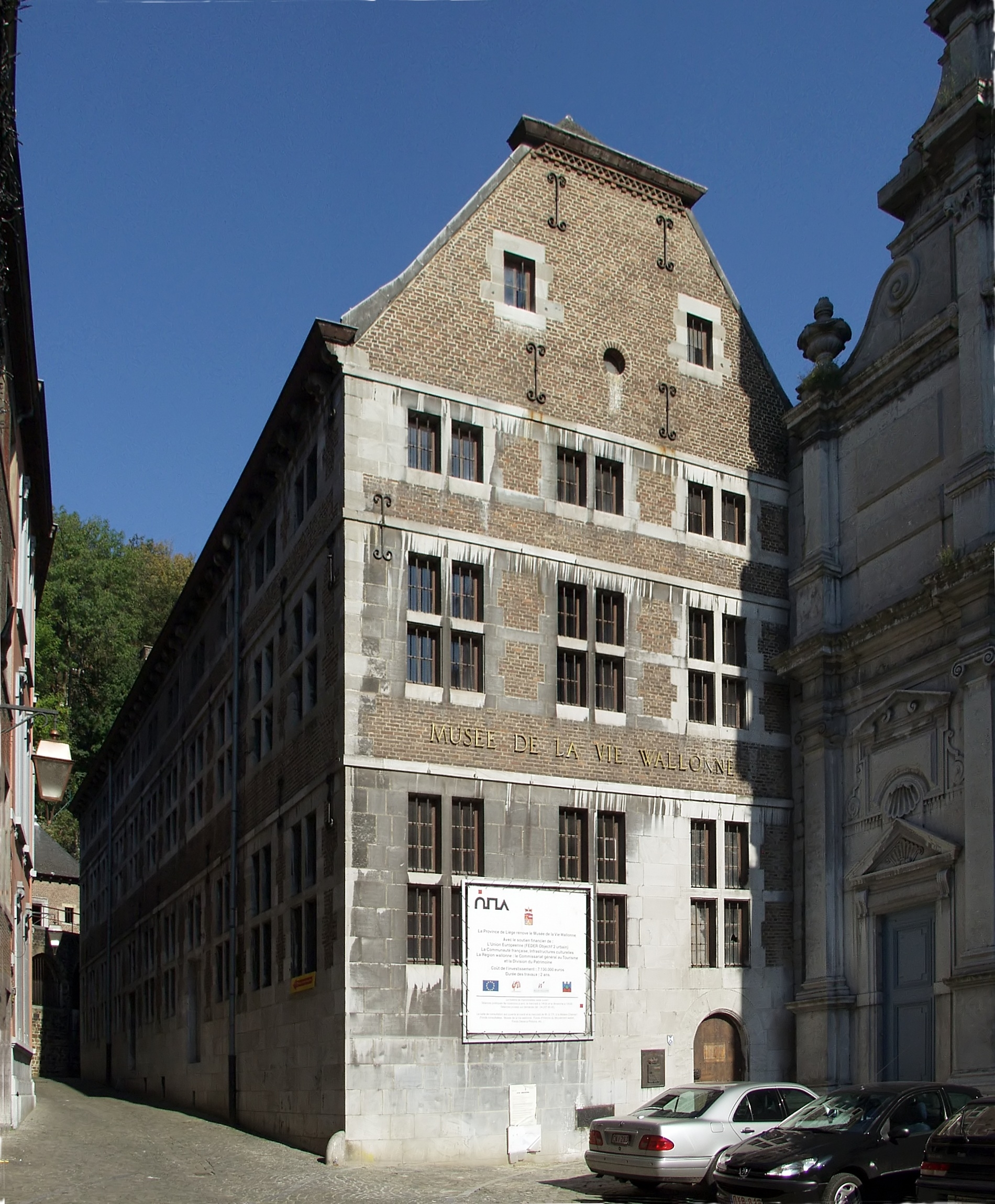
Le Musée de la Vie wallonne timperman
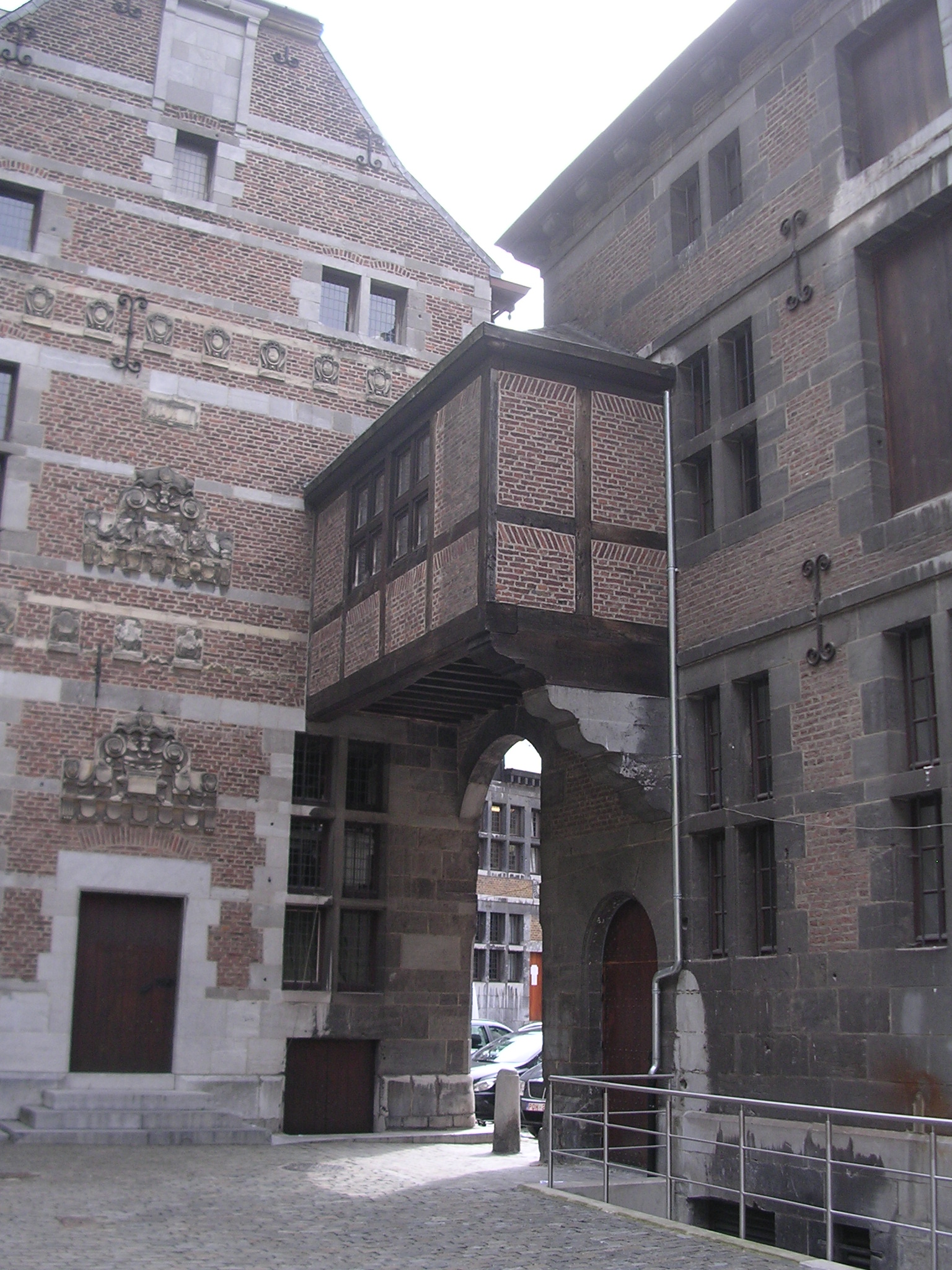
La Cour des Mineurs
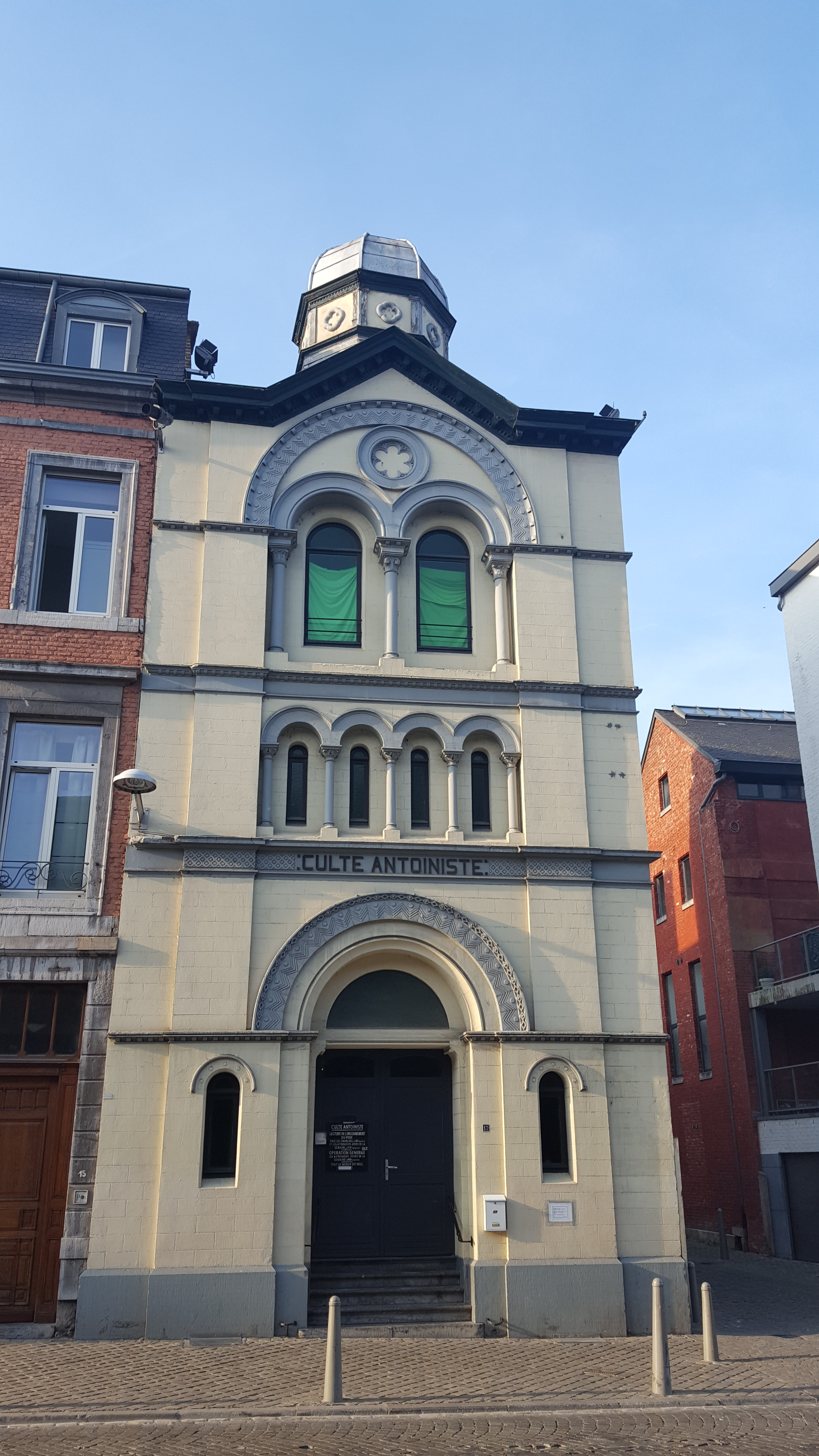
Temple antoiniste
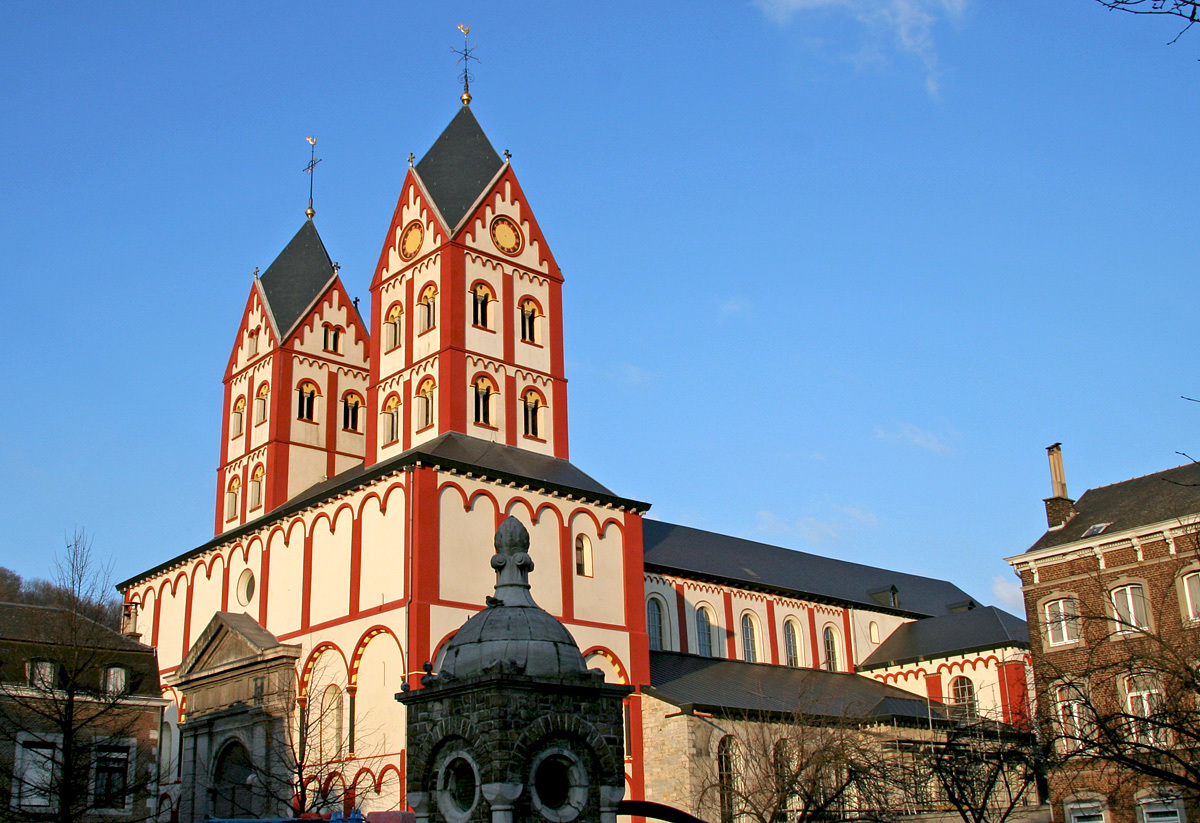
La collégiale Saint-Bathélémy
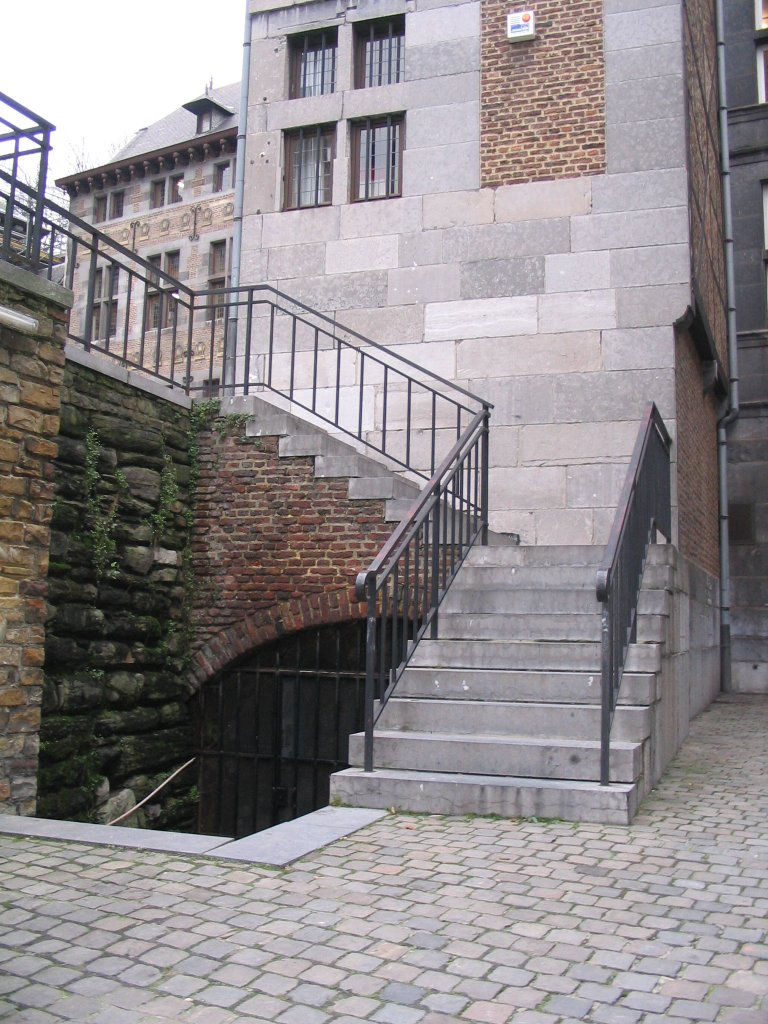
Areine de Richonfontaine
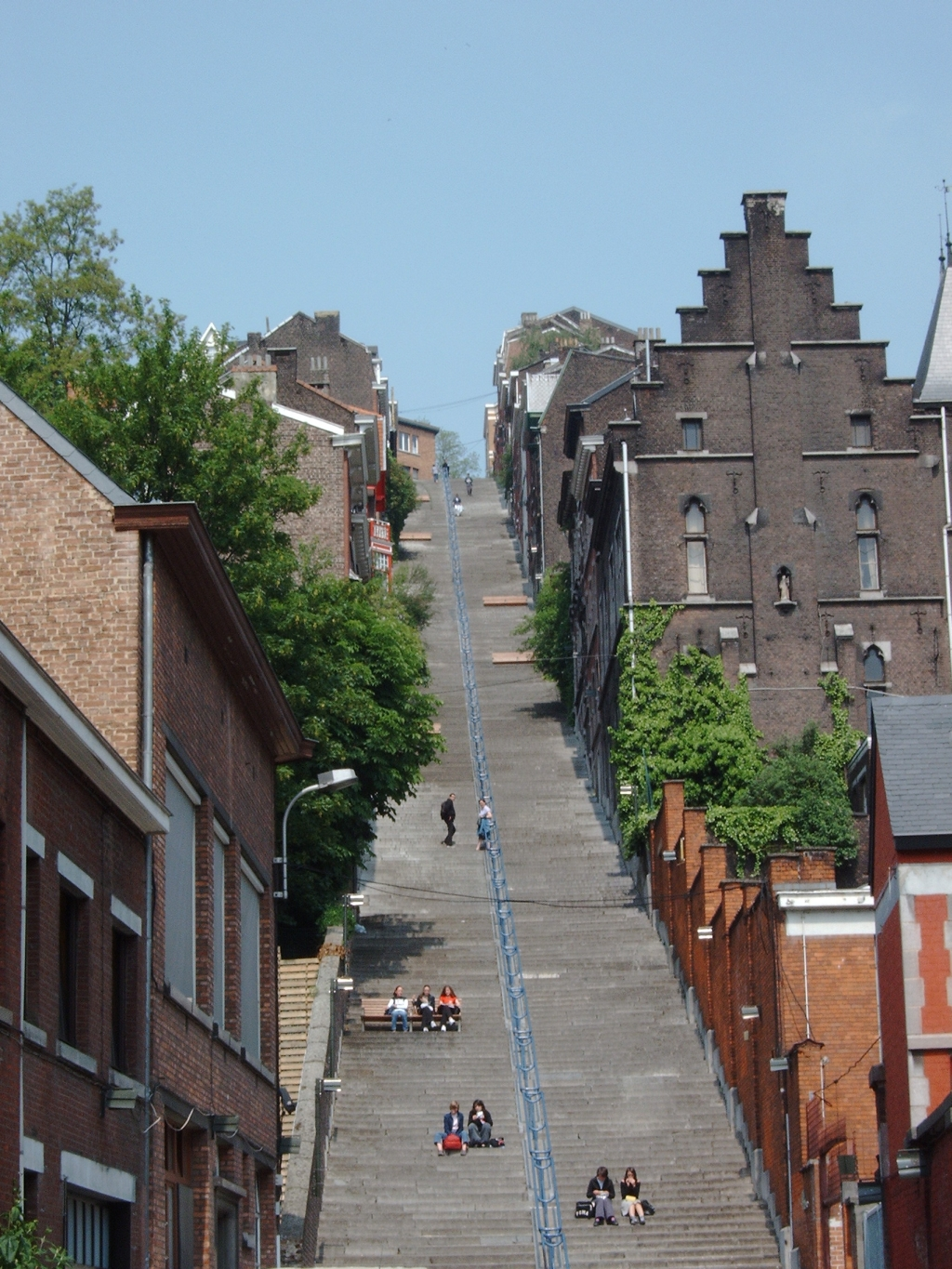
La Montagne de Bueren
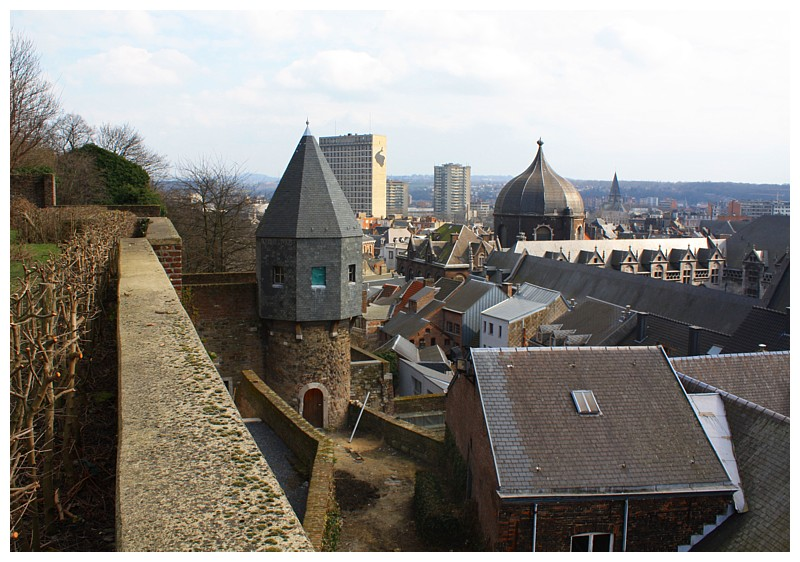
Les Coteaux de la Citadelle

## Voiries adjacentes
Des rues du Palais et des Mineurs vers la rue Delfosse et la place Crève-Cœur :
- rue Moray
- rue des Mineurs
- rue Mère-Dieu,
- rue des Airs,
- rue de la Rose,
- Montagne de Bueren,
- rue Velbruck,
- rue de la Poule,
- impasse Venta,
- impasse de la Couronne,
- cour Saint-Antoine,
- impasse de l'Ange,
- impasse Hubart,
- impasse de la Vignette.